# Păulești (Hunyad megye)
Păulești (románul: Păulești) település Romániában, Erdélyben, Hunyad megyében.

## Fekvése
Felsőbulzesd mellett fekvő település.

## Története
Păuleşti korábban Felsőbulzesd része volt. 1956-ban vált külön településsé 362 lakossal.
1966-ban 242, 1977-ben 158, 1992-ben 100, a 2002-es népszámláláskor pedig 75 román lakosa volt.